# Fuente Álamo
|  | No s'ha de confondre amb Fuente-Álamo. |

Fuente Álamo és una vila i municipi de la Regió de Múrcia, comarca del Camp de Cartagena, amb una extensió de 272,70 km², una població de 16.338 habitants (2014) i una densitat de població de 43,77 hab/km². És el municipi menys poblat de la seva comarca, i el d'una menor densitat de població. Limita al nord amb Múrcia, al sud amb Cartagena i Mazarrón, a l'est amb Torre Pacheco i a l'oest amb Alhama de Murcia.

## Demografia
Els habitants se distribueixen per les localitats Balsapintada amb 1867 habitants, El Estrecho on resideixen 467 persones, Cuevas de Reyllo on en viuen 1661, Los Cánovas habitat per 800 persones, La Pinilla que té 486 habitants, Los Almagros amb 262, Los Paganes on resideixen 98 persones i El Escobar on habiten 386.

## Història
L'origen d'aquest poble està a l'any 1520, quan un grup de llauradors i de camperols decidiren assentar-se a aquest territori, aleshores anomenat la Fuente del Álamo (la font de l'àlber en català). Ja hi havia algunes construccions rudimentàries, petites cabanyes de pastors, que eren utilitzades com albergs pels ramaders transhumants.
Alguns anys després ja hi habitaven 25 veïns, i al 1640 eren aproximadament 240 llars amb 1000 habitants. Una ermita ermita fou bastida a dalt del poblat, amb el nom d'ermita de la Concepción; una altra fou construïda a la part oest, aquesta amb el nom d'ermita de San Roque.
Aquest lloc era inhòspit, i fou escenari de plagues, sequeres i d'atacs de moriscs i de bandolers. Gradualment adquirí importància, s'hi implantà una duana (1620), l'escrivania de nombre (1620), el pòsit de llauradors, una presó pública, i es construí l'hospici de San Bernadino de Sena. El 1621 fou acabada la construcció de la torre de l'església.
La vida dels pageses d'aquest poble esdevenia cada vegada més penosa, a causa de la peculiar estructura jurisdiccional d'aquest lloc: el terme estava dividit en tres parts, cadascuna de les quals pertanyia a una jurisdicció o consell diferent (Cartagena, Llorca, Múrcia). El 31 d'agost de 1694 hi hagué una assemblea per a protestar per la situació jurisdiccional del territori. Els veïns elegiren un delegat que els representés davant la cort de Felip IV i hi pledegés a fi d'aconseguir el títol de vila per a Fuente Álamo. El rei tenia una bona disposició envers les pretensions, però Cartagena, Llorca i Múrcia oferiren al rei 80.000 ducats per tal que el rei no concedís l'exempció de jurisdicció a Fuente Álamo.
Felip IV morí, i el succeí Carles II, que era un benefactor d'aquest lloc. Els veïns decidiren continuar amb les peticiones i els plets, i el 5 de juliol de 1700 el rei decidí que fos redactat a Madrid el despatx i la cèdula reial que concedia el títol de vila al poble de Fuente Álamo. El municipi comprenia les poblacions de Escobar, Cuevas, Balsapintada, Pinilla i El Estrecho. El document que atorgava el títol de vila a Fuente Álamo fou cremat i destruït quan tropes de Llorca i de Múrcia entraren a la vila el 1702 a fi de sufocar l'aixecament dels habitants de Fuente Álamo.